# Farrah Fawcett

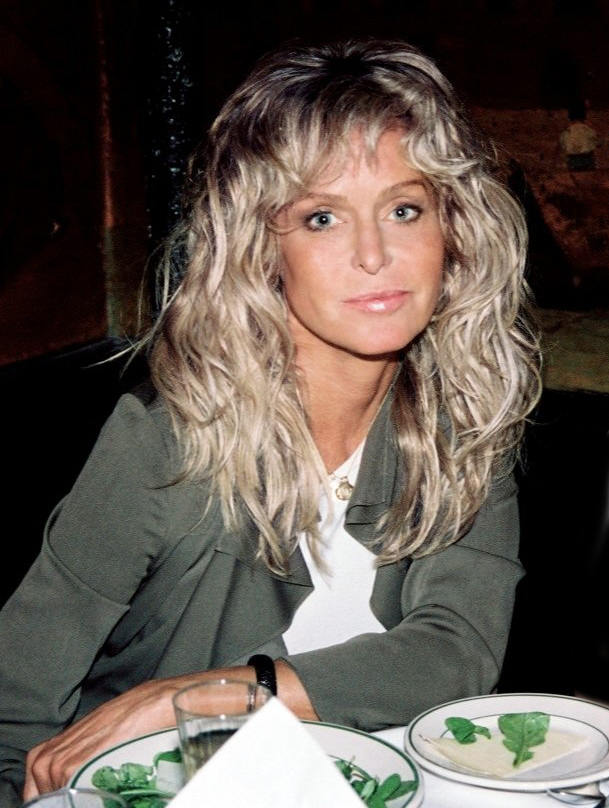
Farrah Fawcett

Mary Farrah Leni Fawcett, auch Farrah Fawcett-Majors (* 2. Februar 1947 in Corpus Christi, Texas; † 25. Juni 2009 in Santa Monica, Kalifornien) war eine US-amerikanische Schauspielerin, die insbesondere durch die Krimiserie Drei Engel für Charlie bekannt wurde. Sie galt in den 1970er Jahren als Sexsymbol.

## Leben und Karriere

### Frühe Jahre
Farrah Fawcett war die jüngere der beiden Töchter von Pauline Alice Evans (1914–2005) und James William Fawcett (1917–2010), der im Ölgeschäft tätig war. Als Kind zeigte Ferrah (ihr Name wurde erst später zu Farrah abgeändert) sportliche Fähigkeiten, die ihr Vater förderte. Sie besuchte die John J. Pershing Middle School in Houston, heute insbesondere für ihr Engagement für die Bildende Kunst bekannt, und schloss 1965 die W.B. Ray High School ab. Sie studierte an der University of Texas at Austin und war Mitglied der weiblichen Studentenverbindung Delta Delta Delta. 1969 wurde sie von einem Talentscout entdeckt.

### Karriere
In den späten 1960er und frühen 1970er Jahren spielte Fawcett in TV-Werbespots und hatte Gastauftritte in verschiedenen Fernsehserien. Außerdem spielte sie bis 1976 in zwei Kinofilmen mit. Ihr Filmdebüt gab sie in der französischen Produktion Der Mann, der mir gefällt (1969) neben Jean-Paul Belmondo. In der Satire Myra Breckinridge – Mann oder Frau? (1970) spielte sie neben namhaften Schauspielern wie Raquel Welch, John Huston oder Mae West. Hinzu kamen Nebenrollen in einigen Fernsehfilmen.
1976 entstand ein Foto von ihr im roten Badeanzug, das als Poster zu einem großen Verkaufserfolg wurde und als das bisher meistverkaufte Poster gilt. Im selben Jahr hatte sie ihren Durchbruch mit der Fernsehserie Drei Engel für Charlie (1976–1981), die auch im deutschsprachigen Fernsehen gezeigt wurde. Fawcett verließ Drei Engel für Charlie nach der ersten Staffel, um sich anspruchsvolleren Rollen insbesondere in Kinofilmen zu widmen. Sie wurde durch Cheryl Ladd ersetzt, die in der Serie ihre Schwester spielte. Fawcett wurde von Aaron Spelling, dem Produzenten der Serie, wegen Vertragsbruchs verklagt. Die Einigung sah unter anderem vor, dass Fawcett bis 1980 sechs Gastauftritte in den Staffeln drei und vier der Serie absolvieren musste. Dank ihrer Popularität nahm Fawcett auch eine Single mit dem französischen Schauspieler und Sänger Jean-Paul Vignon auf. You, ein englisch-französisches Cover von Si, mit dem Gigliola Cinquetti den zweiten Platz für Italien beim Eurovision Song Contest 1974  belegt hatte, wurde allerdings kaum zur Kenntnis genommen.
1976 war Fawcett zunächst in einer kleinen Rolle neben Michael York im oscarprämierten Kino-Hit Flucht ins 23. Jahrhundert zu sehen. Bedingt durch die gerichtliche Auseinandersetzung mit Aaron Spelling folgte erst zwei Jahre später Rendezvous mit einer Leiche an der Seite von Jeff Bridges – hier wurde Fawcett erstmals gleichberechtigt als Hauptdarstellerin auf dem Filmplakat genannt. Der Film war jedoch ein Flop an den Kinokassen. 1979 war Fawcett neben Art Carney und Joan Collins in der Krimikomödie Heiße Hölle Acapulco und ein Jahr später im Science-Fiction-Film Saturn-City neben Kirk Douglas und Harvey Keitel zu sehen. Beide Filme erhielten schlechte Kritiken und floppten erneut an den Kinokassen. Fawcetts Kinokarriere stand vor dem Aus. 1979 nannte das Magazin People sie in einem Artikel „Kassengift“. Hinzu kam eine Nominierung für die erstmals verliehene Goldene Himbeere als schlechteste Schauspielerin in Saturn-City.
Zumindest kommerziell lief es 1981 besser: Fawcett spielte eine der Hauptrollen in der Komödie Auf dem Highway ist die Hölle los, die alleine in den USA über 70 Millionen Dollar einspielte. Wohlwollend wurde im selben Jahr auch die Mini-Serie Scheidungsgrund - Mord aufgenommen, die auf einem wahren Mordfall basiert. Dem True-Crime-Genre blieb Fawcett in den folgenden Jahren treu. Außerdem drehte sie fürs Fernsehen mehrere sehr erfolgreiche Biopics und Dramen, die auf wahren Geschichten beruhen. Insbesondere die hochgelobte Darstellung im Fernsehfilm Das brennende Bett, die Literaturverfilmung des gleichnamigen Sachbuches The Burning Bed von Faith McNulty, das die wahre Geschichte von Francine Hughes erzählt, die nach jahrelanger häuslicher Gewalt ihren Mann tötete, sorgten dafür, dass Fawcetts Ansehen als ernsthafte Schauspielerin stieg. Sie erhielt hierfür sowohl eine Emmy- als auch eine Golden-Globe-Nominierung.
In dem Thriller Extremities spielte sie ein Vergewaltigungsopfer, das sich mit allen Mitteln gegen den Täter verteidigt. Für ihre Darstellung in Robert-Altmans-Satire Dr. T and the Women mit Richard Gere erhielt Fawcett durchmischte Kritiken.
Im Dezember 1995 posierte sie nackt für den Playboy und verhalf dem Magazin damit zu seiner höchsten Auflage in den 1990er-Jahren. 1997, im Alter von 50 Jahren zog sie sich erneut dafür aus.
Fawcett war viermal für den Emmy und sechsmal für den Golden Globe nominiert, wurde aber nie ausgezeichnet. 1995 erhielt sie für ihre Fernseharbeit einen Stern auf dem Hollywood Walk of Fame.
Zehn Jahre nach ihrem Tod widmete ihr das People Magazine im Juni 2019 ein 96-seitiges Sonderheft mit dem Titel Remembering Farrah – Her Beautiful Life 1947–2009.

### Familie
Farrah Fawcett war vom 28. Juli 1973 bis zum 16. Februar 1982 mit Lee Majors verheiratet, von dem sie ab 1979 getrennt lebte. Während ihrer Ehe war sie als Farrah Fawcett-Majors bekannt. Von 1980 bis 1997 lebte sie mit Ryan O’Neal zusammen, einem engen Freund von Majors; ihr gemeinsamer Sohn ist Redmond O’Neal (* 1985). 1998 wurde sie von ihrem neuen Lebensgefährten, dem Filmemacher James Orr, ernsthaft verletzt, als er ihr einen Heiratsantrag machte, den sie ablehnte.

### Krankheit und Tod

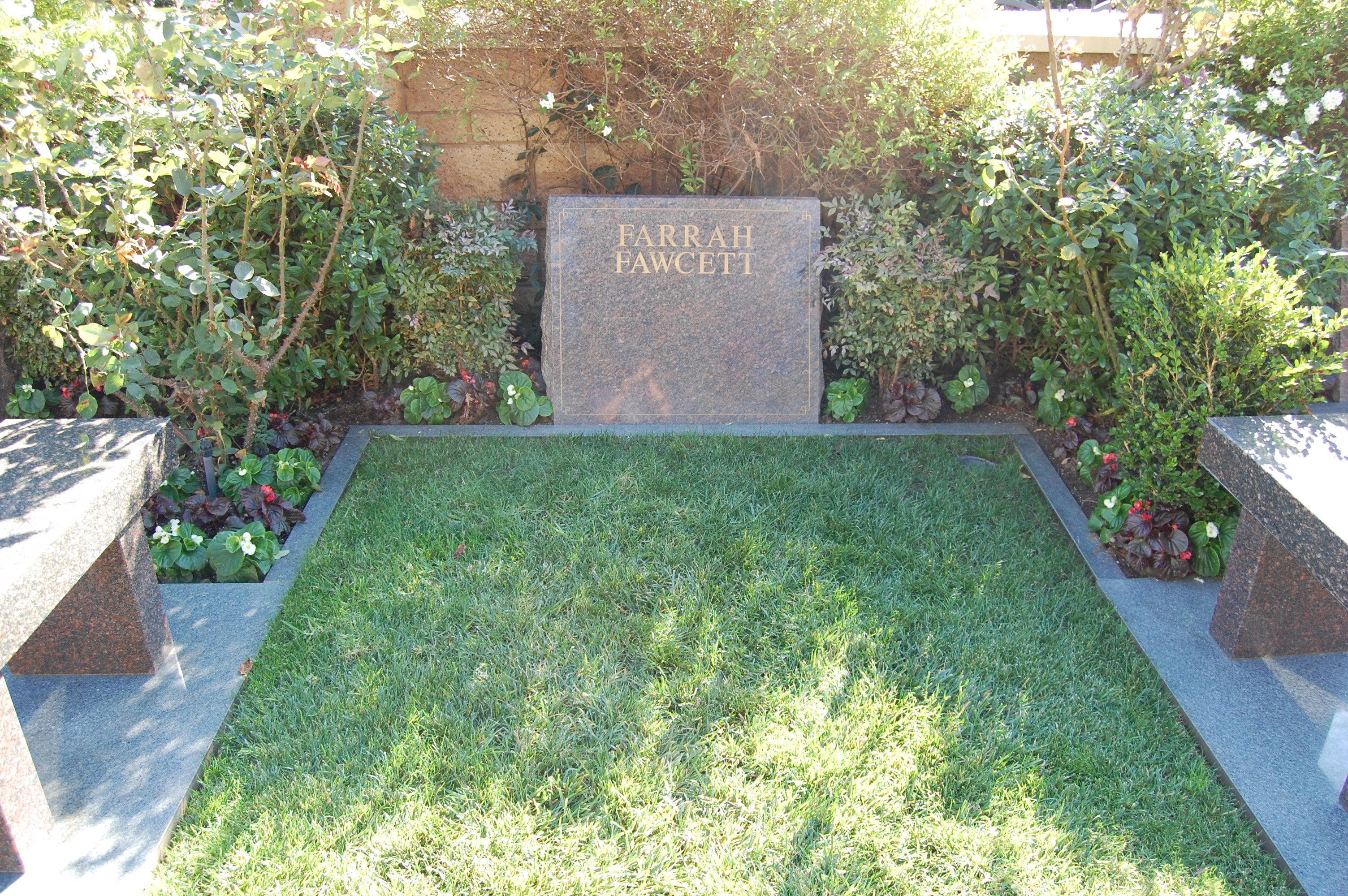
Farrah Fawcetts Grab

Am 29. September 2006 wurde bekannt, dass bei ihr ein Analtumor festgestellt worden war. Im November 2006 begann sie eine Chemotherapie, die zunächst Erfolg zu haben schien. Im Mai 2007 wurde ein Rezidiv entdeckt.
Am 25. Juni 2009 erlag die Schauspielerin im Alter von 62 Jahren ihrem Krebsleiden.
Kurz vor ihrem Tod hatte Ryan O’Neal ihr einen Heiratsantrag gemacht. Sie wollten so bald wie möglich heiraten. Zur Hochzeit kam es nicht mehr. Farrah Fawcett wurde auf dem Westwood Village Memorial Park Cemetery in Westwood (Los Angeles) beigesetzt.

## Filmografie (Auswahl)
- 1969: Bezaubernde Jeannie (I Dream Of Jeannie, Fernsehserie, 2 Episoden)
- 1969: Der Mann, der mir gefällt (Un homme qui me plaît)
- 1970: Die Partridge Familie (The Partridge Family, Fernsehserie)
- 1970: Myra Breckinridge – Mann oder Frau? (Myra Breckinridge)
- 1974, 1976: Der Sechs-Millionen-Dollar-Mann (The Six Million Dollar Man, Fernsehserie, 4 Episoden)
- 1975: Murder on Flight 502
- 1976: Flucht ins 23. Jahrhundert (Logan’s Run)
- 1976–1977, 1978, 1979, 1980: Drei Engel für Charlie (Charlie’s Angels) – Fernsehserie
- 1978: Rendezvous mit einer Leiche (Somebody Killed Her Husband)
- 1979: Heiße Hölle Acapulco (Sunburn)
- 1980: Saturn-City (Saturn 3)
- 1981: Auf dem Highway ist die Hölle los (The Cannonball Run)
- 1981: Ein Colt für alle Fälle (The Fall Guy, Fernsehserie)
- 1984: Das brennende Bett (The Burning Bed, Fernsehfilm)
- 1986: Die Trennung (Between Two Women, Fernsehfilm)
- 1986: Extremities
- 1986: Verfolgt und gejagt (Nazi Hunter: The Beate Klarsfeld Story, Fernsehfilm)
- 1987: Armes reiches Mädchen – Die Geschichte der Barbara Hutton (Poor Little Rich Girl: The Barbara Hutton Story, Fernsehfilm)
- 1989: Zweites Glück (See You in the Morning)
- 1989: Schrei am Abgrund (Small Sacrifices, Fernsehfilm)
- 1994: Eine Frau für meinen Mann (The Substitute Wife)
- 1995: (K)ein Vater gesucht (Man of the House)
- 1997: Apostel! (The Apostle)
- 2000: Dr. T and the Women
- 2001: Chaos City (TV-Serie, 4 Folgen)
- 2002–2003: The Guardian – Retter mit Herz (The Guardian, Fernsehserie)
- 2004: The Cookout
- 2006: So noTORIous

## Auszeichnungen (Auswahl)

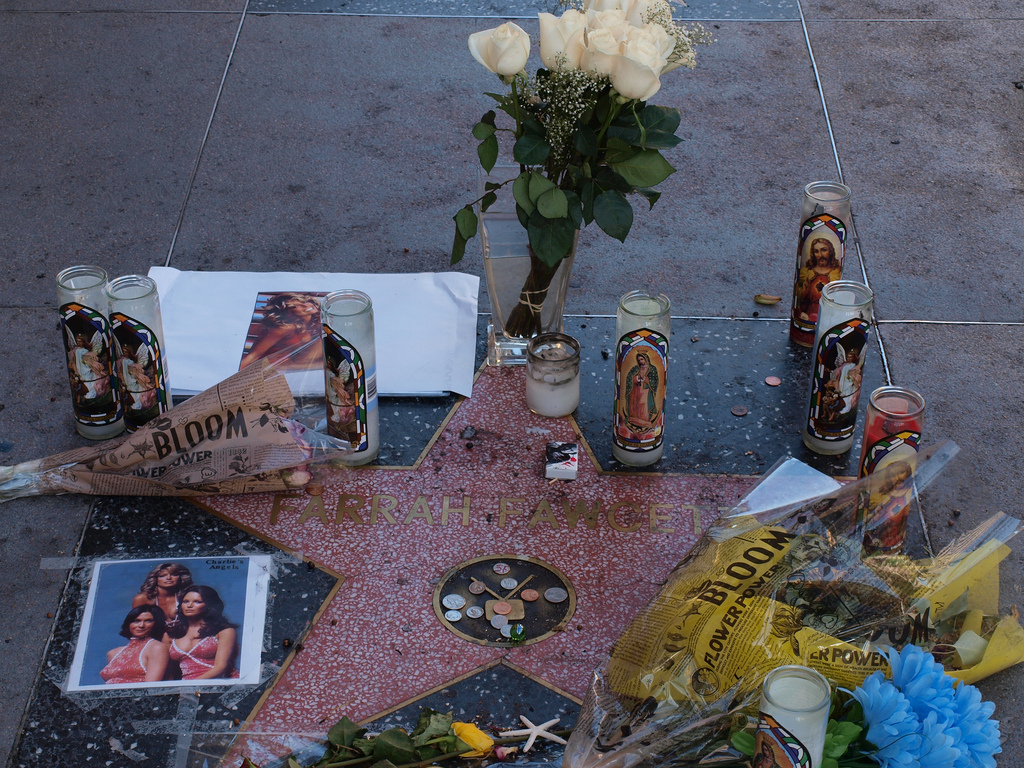
Fawcetts Stern auf dem Hollywood Walk of Fame

- 1977: People’s Choice Award - Beliebteste Schauspielerin in einer neuen TV-Serie für Drei Engel für Charlie
- 1980: Goldener Bravo Otto - Beste TV-Darstellerin
- 1985: TCA-Award - Herausragende Leistung Fernsehfilm, Miniserie oder Special für Das brennende Bett
- 1986: Jupiter - Beste Darstellerin
- 1995: Stern auf dem Hollywood Walk of Fame
- 2004: TV land Favorite „Fan“-tastic Phenomenon Award
- 2004: TV Land Most Memorable Mand Award für Drei Engel für Charlie
- 2010: TV Land Award - Pop Culture Award für Drei Engel für Charlie